# KHTML

Konqueror

KHTML (Konqueror's Hyper Text Markup Language) is de HTML-weergavecomponent (layout-engine) van KDE's en TDE's browser Konqueror. Sinds KDE5 gebruikt Konqueror standaard QtWebEngine op basis van Chromiums layout-engine Blink. TDE's versie van Konqueror gebruikt echter nog wel KHTML.
Met de overgang naar KDE 6 in 2023/2024 is de ontwikkeling van KHTML in KDE (niet in TDE) stopgezet.
KHTML werd gebouwd boven op het KPart-raamwerk, dat werd geïntroduceerd in KDE2 in 2000. KHTML is geschreven in C++ en valt onder de voorwaarden van de LGPL.
Het ondersteunt de meeste webstandaarden, en om een grotere hoeveelheid pagina's correct te kunnen weergeven ondersteunt het ook een aantal afwijkingen die voorkomen in Microsofts Internet Explorer, die niet onder de standaarden vallen.
KHTML is sneller en kleiner dan de layout-engine Gecko, haar grote opensourceconcurrent. Dit is ook de reden dat Apple KHTML gekozen heeft als basis van WebKit. De KDE-community gebruikt nu WebKit zelf ook weer op verschillende manieren, waaronder in de desktopshell. Dit mede omdat Qt Software, het vroegere Trolltech, WebKit een integraal onderdeel van zijn Qt-toolkit heeft gemaakt.

## Ondersteuning voor standaarden
De volgende standaarden worden ondersteund door KHTML:
- HTML 4.01;
- CSS 1;
- CSS 2.1 (scherm (screen)- en afdruk (paged)-media);
- CSS 3-selectors, valschaduw en deels andere geselecteerde onderdelen;
- grafische bestandsformaten PNG, MNG, JPEG, GIF;
- DOM 1, 2 en deels 3;
- ECMA-262/JavaScript 1.5;
- Volledige SVG-ondersteuning.

## Applicaties gebruikmakend van, of gebaseerd op KHTML
| KHTML-versie | Konqueror | Safari | iCab | OmniWeb | Web Browser for S60 | Shiira | Arora | Midori | ABrowse | Sunrise |     |       |
| 85           | 3.2       | 1.0    |      |         | 4.5                 |        |       |        |         |         | 0.4 |       |
| 125          |           | 1.2    |      |         | 5.1                 |        |       |        |         |         |     | 0.677 |
| 312          |           | 1.3    |      | 4.0     |                     |        |       |        |         |         |     |       |
| 412          |           | 2.0    |      |         | 4.1                 | 3.0    | 0.5   | 1.1    | 0.3     |         |     |       |
| 522          |           | 3.0    | 0.2  |         |                     |        |       | 2.2    |         | 8.0A    |     | 1.6   |
| 525          |           | 3.1    |      | 4.2     | 5.8                 |        |       |        |         |         |     |       |
| 526          |           | 4.0B   | 0.3  |         |                     |        |       |        |         |         |     |       |
| 528+         |           |        | 1.0  |         |                     |        |       |        |         |         |     |       |

- Konqueror - Webbrowser en bestandsbeheerder voor KDE en TDE
- Safari - Apples webbrowser
- SkyKruzer - een webbrowser voor SkyOS
- ABrowse - de Syllable-webbrowser
- WebKit - de Webkit Rendering-engine, onder andere de basis van de bovengenoemde Google- en Apple-browsers
- Nokia gebruikt KHTML veelvuldig in haar mobiele browsers